# Ганжа, Александр Яковлевич
Александр Яковлевич Ганжа (2 декабря 1921, Ахтырка, Харьковская губерния — 30 октября 2002, Смоленск) — генерал-майор Советской армии, участник Великой Отечественной войны.

## Биография
Родился 2 декабря 1921 года в городе Ахтырка (ныне — Сумская область Украины). Окончил среднюю школу.
В РККА с 1940 года. В 1941 году окончил Чкаловское военное зенитно-артиллерийское училище и был направлен на фронт Великой Отечественной войны.
В 1950 году окончил Военную артиллерийскую академию, после чего служил на командных должностях в военных училищах СССР. В 1970 году был назначен на должность начальника Смоленского высшего зенитного артиллерийского инженерного училища (ныне — Военная академия войсковой противовоздушной обороны Вооружённых Сил Российской Федерации). В 1983 году в звании генерал-майора вышел в отставку.
Скончался 30 октября 2002 года, похоронен на Братском кладбище Смоленска.

## Награды
Был награждён орденом Отечественной войны 1-й степени, двумя орденами Красной Звезды, орденом «За службу Родине в Вооружённых Силах СССР» 3-й степени, рядом медалей.